# Arcadia (Schiff, 2005)
Die Arcadia ist ein Kreuzfahrtschiff der britisch-amerikanischen Carnival Corporation & plc. Sie ist seit 2005 in Betrieb und zählt zur Flotte der Kreuzfahrtmarke P&O Cruises. Heimathafen des Schiffes ist Hamilton.

## Geschichte
Das Schiff wurde in der italienischen Werft Fincantieri in Marghera (Venedig) unter der Baunummer 6078 gebaut. Den Bauauftrag erteilte ursprünglich die Holland-America Line, doch noch vor der Kiellegung wurde das bestellte Schiff an die Schwestermarke Cunard Line transferiert, die es unter dem vorgesehenen Namen Queen Victoria weiterbauen ließ. Noch vor Fertigstellung wurde das Schiff an P&O Cruises weiterverkauft.
Am 26. Mai 2004 schwamm das Schiff im Baudock auf und absolvierte im Dezember 2004 die ersten Testfahrten. Nach einer Bauzeit von 20 Monaten und etwa 200 Mio. Pfund Baukosten wurde das Schiff am 24. März 2005 ausgeliefert und am 12. April in Southampton von der Mittelstreckenläuferin Kelly Holmes auf den Namen Arcadia getauft. Die Jungfernkreuzfahrt führte ab dem 14. April 2005 von Southampton aus ins Mittelmeer.
Vom 26. November bis zum 20. Dezember 2008 wurde die Arcadia bei der Lloyd Werft in Bremerhaven umgebaut. Dabei wurden unter anderem im Heckbereich 34 zusätzliche Kabinen eingerichtet. Somit stieg die Kapazität des Schiffes auf 2.016 Passagiere in 1.010 Kabinen.